# Emblème de la république socialiste soviétique du Turkménistan

Emblème de la république socialiste soviétique du Turkménistan.

L'emblème de la RSS du Turkménistan a été adopté le 2 mars 1937 par le gouvernement turkmène de la RSS. Le blason est basé sur le blason de l'Union soviétique. Il montre les symboles de l'agriculture (coton et le blé) et de l'industrie lourde (derrick de pétrole et pipeline), ainsi que le symbole du peuple turkmène, un tapis. Le soleil levant est synonyme de l'avenir de la nation turkmène, l'étoile rouge, ainsi que la faucille et le marteau pour la victoire du communisme et le « monde socialiste de la communauté d'États ».
Le slogan sur la bannière se lit « Prolétaires de tous les pays, unissez-vous ! » à la fois dans les langues russe et turkmène. Dans la translittération soviétique turkmène, la phrase est Ә x ли юртлариң пролетарлары, бирлешиң!. Dans le contexte actuel de l'alphabet latin de la langue, il se lirait Ähli ýurtlaryň proletarlary, birleşiň!
Le sigle de la RSST n'est affiché qu'une seule fois, car il se lit de la même façon dans les alphabets russe et turkmène.
L'emblème a été modifié en 1992 pour l'actuel blason du Turkménistan.